# Tadjou Salou
Tadjou Salou (24 december 1974 – Lomé, 2 april 2007) was een getalenteerde Togolese voetballer die in het voetbalspel een verdedigende positie innam.
Hij begon zijn voetbalcarrière in de jaren negentig bij de Association sportive Armée de Dieu (ASAD) (tegenwoordig AC Merlan geheten). Daarna speelde hij bij Modèle de Lomé, AGAZA de Lomé en Étoile filante de Lomé waarna hij zijn voetballoopbaan in het buitenland voortzette. Hij speelde vier seizoenen bij het Tunesische Club Africain (1992-1996) waarna hij overstak naar Europa en drie seizoenen bij het Zwitserse Servette FC Genève (1996-1999), een van de allerbeste voetbalclubs van dat land, ging spelen. Toentertijd gold hij als de eerste duurste Afrikaanse verdediger. Na een korte onderbreking speelde hij vervolgens drie seizoenen bij het Zwitserse Etoile Carouge FC (2001-2004). Zijn contract werd niet verlengd waarna hij terugkeerde naar Togo en ging spelen bij AS Douanes de Lomé (2004-2006) waar hij echter niet meer het niveau van toen hij bij buitenlandse clubs speelde, wist te halen.
Ook was Salou lid van het Togolese nationale elftal. In die hoedanigheid deed hij mee met de African Cup of Nations 1998 in Burkina Faso en de African Cup of Nations 2000 in Ghana. Als aanvoerder van het nationale elftal was hij betrokken bij de kwalificatiewedstrijden voor het wereldkampioenschap voetbal 2002 waarvoor Togo zich niet wist te plaatsen. Ook was hij van de partij bij de voorrondes van het wereldkampioenschap voetbal 2006 waarin hij als middenvelder optrad en één keer scoorde. Zijn laatste wedstrijd in dat verband was op 5 juni 2004 tegen Zambia in Lusaka daar hij niet werd geselecteerd voor de finalewedstrijden in Duitsland.
Salou overleed na een ziekte van enkele maanden op 32-jarige leeftijd.

## Erelijst
Club Africain
- Tunesisch landskampioen:

1996
 Servette FC
- Zwitsers landskampioen

1999